# Лукубар, Абубакар
Абубакар Лукубар (фр. Aboubacar Loucoubar; род. 17 мая 2005, Дакар) — сенегальский футболист, защитник лимасольского «Ариса».

## Карьера
Воспитанник футбольной сенегальской академии «Дару Салам». В январе 2024 года футболист отправился на просмотр в лимасольский «Арис», где тренировался с юношеской командой в возрастной категории до 19 лет, однако быстро привлёк к себе внимание и подписал пятилетний контракт, присоединившись к основной команде. Дебютировал за клуб футболист 25 января 2024 года в матче Кубка Кипра против клуба «Этникос», выйдя на поле в стартовом составе. Свой дебютный матч в чемпионате футболист сыграл 28 января 2024 года также против клуба «Этникос», выйдя на замену на 62 минуте. Однако полноценно закрепиться в основной команде клуба так и не смог, большую часть матчей проведя на скамейке запасных. В 2025 году вместе с клубом стал серебряным призёром чемпионата.